# Aktion Knochenmarkspende Bayern
Die Aktion Knochenmarkspende Bayern (AKB) ist eine gemeinnützige Stiftung mit Sitz in Gauting. Ihre Aufgaben sind die Suche nach potentiellen Spendern für eine Stammzelltransplantation, die Typisierung bereits registrierter Spender, die Gewinnung entsprechender Stammzellpräparate sowie Aufbau und Betrieb einer Nabelschnurblutbank.

## Geschichte
Die AKB geht auf eine Knochenmarkspenderdatei zurück, die im Juli 1989 als erste derartige Datei in Bayern am Klinikum Großhadern von Hans Knabe angelegt wurde. Im Jahr 1993 konnte die erste Spende vermittelt werden. Im gleichen Jahr wurde die AKB als Förderverein gegründet; die erste Geschäftsstelle befand sich in Krailling. Um die strengen gesetzlichen Auflagen für die Gewinnung und Weiterverarbeitung von Stammzellpräparaten erfüllen zu können, wurde am 18. Dezember 1997 darüber hinaus die Bayerische Stammzellbank gGmbH (BSB) gegründet, die diese Aufgaben im Auftrag des Vereins übernahm. 2006 wurde die Datei in eine Stiftung übertragen.
Im Juli 1995 übernahm die damalige Bayerische Sozialministerin Barbara Stamm die Schirmherrschaft für die AKB.
Im Februar 2008 konnte die 1000. Stammzellspende vermittelt werden, im Januar 2018 bereits die 4000. Heute ist die AKB mit rund 320.000 registrierten potentiellen Spendern (Stand: 2019) eine der größten derartigen Spenderdateien weltweit. Über das Zentrale Knochenmarkspender-Register Deutschland in Ulm können diese Spender bzw. Stammzellpräparate an Patienten weltweit vermittelt werden.

## Nabelschnurblutbank
Für etwa ein Drittel aller Patienten lässt sich auch bei weltweiter Suche kein passender Spender finden. Manchen dieser Patienten kann trotzdem noch geholfen werden, und zwar mit Hilfe von Stammzellen, die aus Nabelschnurblut gewonnen werden. Im Gegensatz zu herkömmlichen Stammzellpräparaten, die erst bei Bedarf aus dem Knochenmark oder – per Apherese – aus dem Blut eines Spenders gewonnen werden, müssen Nabelschnurblutpräparate unmittelbar nach der Geburt hergestellt und tiefgefroren aufbewahrt werden. Zu diesem Zweck begann die AKB 1999 mit dem Aufbau der ersten und rein gemeinnützigen Nabelschnurblutbank in Bayern. Im Juli 2000 wurde das erste derartige Präparat transplantiert. Bis Ende 2009 wurden 2400 Nabelschnurpräparate bei der AKB eingelagert; 47 Patienten konnten bereits damit behandelt werden. Bis 2018 war die Zahl auf 4000 Präparate angewachsen.